# Skagens Rev
Skagens Rev är ett rev i Danmark.  Det ligger i Frederikshavns kommun i Region Nordjylland. Revet är en fortsättning på Grenen, den udde som skiljer Skagerrak och Kattegatt åt vid Skagen